# Masacre de Ba Chúc
La masacre de Ba Chúc fue un asesinato masivo llevado a cabo por los Jemeres rojos en la localidad vietnamita de Ba Chúc, en 1978. Constituyó uno de los motivos por el que meses después los vietnamitas invadieron Camboya.

## La Masacre
Desde el triunfo de los Jemeres rojos en la guerra civil camboyana (1970-1975), estos habían mantenido numerosos conflictos e incidentes fronterizos con Vietnam. Ya en mayo de 1975, las tropas del Ejército Revolucionario de Kampuchea invadieron territorio vietnamita y asesinaron a 500 civiles en la aldea de Tho Chu. En 1977 otros 1000 civiles vietnamitas fueron asesinados durante una nueva razia de los Jemeres Rojos en la provincia de Tây Ninh.
El 12 de abril de 1978, los Jemeres rojos declararon que estaban abiertos a negociar nuevamente con Vietnam a cambio de que estos reconocieran su ambiciones expansionistas. Obviamente, Hanói rechazó tácitamente la propuesta. En respuesta, el 18 de abril dos divisiones camboyanas penetraron 2 km en territorio vietnamita, y se dirigieron a la aldea de Ba Chuc, en la provincia de An Giang. De los habitantes de la misma, 3 157 civiles fueron asesinados y solo dos consiguieron sobrevivir. La mayoría de las víctimas fueron fusiladas o ejecutadas de forma violenta, incluyendo las mujeres y los niños.
Esta nueva masacre supuso la gota que colmó el vaso para los vietnamitas, y les llevaría a preparar la invasión de Camboya que comenzaría durante la Navidad de ese año, y que supondría el derrocamiento del régimen de Pol Pot catorce días más tarde.